# Halil İbrahim Dinçdağ

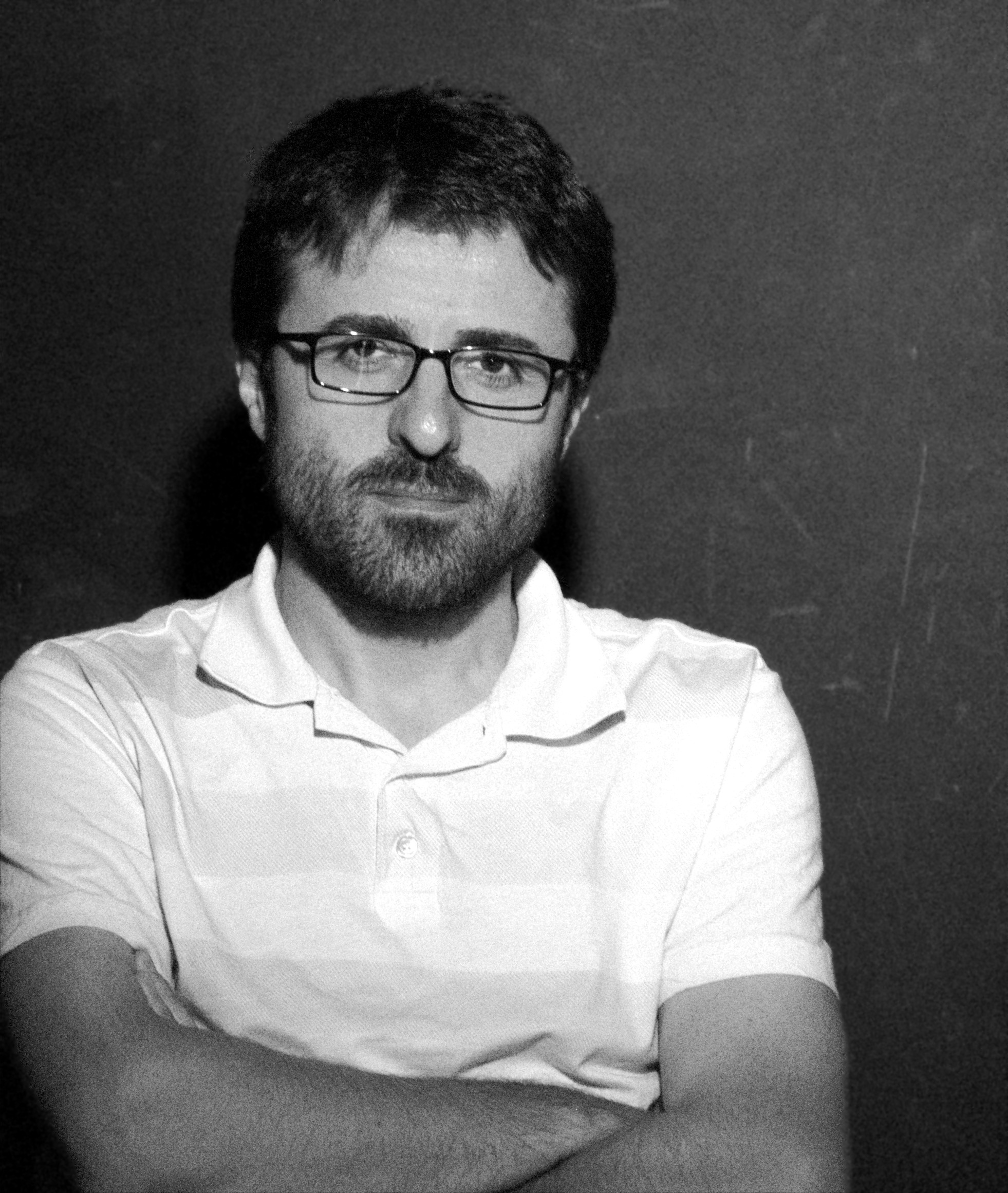
Halil İbrahim Dinçdağ im Juni 2015 in den Fanräumen im Millerntor-Stadion

Halil İbrahim Dinçdağ (* 1976 in Trabzon, Türkei) ist ein ehemaliger türkischer Fußballschiedsrichter und Radiomoderator, der durch das Outing seiner Homosexualität international für Aufsehen sorgte.

## Biografie
Dinçdağ war von 1995 bis 2008 Fußballschiedsrichter in der Regionalliga. Dinçdağ, der seinen Antritt zum Wehrdienst zunächst aufgeschoben hatte, wurde im Oktober 2008 eingezogen. Nach seinem freiwilligen Outing wurde er in die Militärmedizinische Akademie Gülhane (Gülhane Askerî Tıp Akademisi, GATA) verlegt und schließlich am 28. Januar 2009 wegen „psychosexueller Störungen“ (psikoseksüel bozukluklar) ausgemustert.
Als er danach erneut als Schiedsrichter eingesetzt werden wollte, verlangte der Landkreisverband Trabzon Einsicht in die militärischen Unterlagen, da in der Türkei aus gesundheitlichen Gründen ausgemusterte Personen nicht als Schiedsrichter tätig sein dürfen. Aufgrund seiner vermeintlich mangelnden Fitness wurde er suspendiert. Erst später äußerte sich Verbands-Vizepräsident Lütfi Arıboğan zudem dahin gehend, dass Dinçdağ „nur ein zweitklassiger Schiedsrichter ohne Talent und Aussicht auf einen Aufstieg in die erstklassige Süper Lig“ sei.
Nach seiner Suspendierung trat Dinçdağ im türkischen Fernsehen auf und gab dabei erstmals seinen Namen preis und kündigte, falls nötig, eine Klage beim Europäischen Gerichtshof für Menschenrechte anzustrengen. Der Fall führte in der Türkei zu einer öffentlichen Diskussion über den Umgang mit Homosexualität im männerdominierten Fußball; Berichte in den internationalen Medien folgten.
2014 wurde Dinçdağ vom damaligen Regierenden Bürgermeister von Berlin, Klaus Wowereit, mit dem „Respektpreis“ des Berliner Bündnis gegen Homophobie ausgezeichnet. Der Stiftungsrat würdigte ihn als „Vorbild für Lesben und Schwule in der Türkei, aber auch weltweit“.
Am 29. Dezember 2015 verurteilte ein Istanbuler Gericht den Türkischen Fußballverband (TFF) wegen Diskriminierung zu einer Geldstrafe von umgerechnet 7.200 Euro.